# Phronia dryas
Phronia dryas är en tvåvingeart som beskrevs av Gagne 1975. Phronia dryas ingår i släktet Phronia och familjen svampmyggor.
Artens utbredningsområde är New York. Inga underarter finns listade i Catalogue of Life.